# Rogas bevisi
Rogas bevisi är en stekelart som först beskrevs av Charles Thomas Brues 1926.  Rogas bevisi ingår i släktet Rogas och familjen bracksteklar. Inga underarter finns listade i Catalogue of Life.